# Indochina

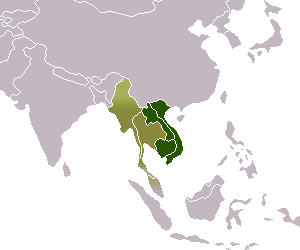
Indochina im engeren (dunkelgrün) und im weiteren Sinn (olivgrün)

Der Begriff Indochina beschreibt in einem weiteren Sinne die Festlandsgebiete Südostasiens, südlich von China und östlich des indischen Subkontinents. Er wurde erstmals von dem dänisch-französischen Geographen Conrad Malte-Brun (1775–1826) in seinem 1810 in Paris erschienenen Werk „Précis de la Géographie Universelle“ verwendet. Damit sollte der prägende kulturelle Einfluss Indiens und Chinas auf die Völker und Länder des kontinentalen Südostasiens ausgedrückt werden, vergleichbar mit dem Begriff Hinterindien im Gegensatz zu Vorderindien.
Im politischen Sinn umfasste Indochina die Gebiete der heutigen Länder Laos, Kambodscha und Vietnam, die ab 1887 als Union Indochinoise, „Französisch-Indochina“, dem französischen Kolonialreich eingegliedert waren.
In der deutschsprachigen Geographie wird der Begriff als Bezeichnung für die Indochinesische Halbinsel beibehalten. Im englischsprachigen Raum wird Indochina durch Begriffe wie „Mainland Southeast Asia“ (‚Südostasiatisches Festland‘) ersetzt oder dort, wo das französische Kolonialgebiet gemeint ist, durch French Indochina.
Indochina wird noch in der Biogeographie verwendet für eine Ökoregion, die einen Teil der Orientalis (Indomalayis) umfasst, bzw. in der Phytogeographie für eine Region des Florenreichs Paläotropis.
In politischer und kultureller Hinsicht wird anstelle von Indochina im weiteren Sinne (das heißt neben Vietnam, Laos und Kambodscha auch Thailand und Myanmar, manchmal auch der Halbinselteil Malaysias und der äußerste Süden Chinas) heute eher vom „südostasiatischen Festland“, „Festlandsüdostasien“ oder „Kontinentalsüdostasien“ (engl. Mainland Southeast Asia) gesprochen, in Abgrenzung zu Vorderindien.